# Goar
Goar (sinh khoảng năm 390 – mất năm 446 hoặc 450) là thủ lĩnh người Alan ở xứ Gaul vào thế kỷ 5. Ông lãnh đạo người dân trong bộ tộc vượt qua sông Rhine trong cuộc xâm lược Gaul của nhiều tộc rợ vào năm 406, nhưng nhanh chóng theo phe người La Mã, và sau đó đóng một vai trò trong nền chính trị nội bộ của Gaul.

## Xâm chiếm Gaul
Goar lần đầu tiên được sử gia Gregory xứ Tours nhắc đến trong đoạn mô tả cuộc xâm lược của quân rợ qua sông Rhine vào ngày 31 tháng 12 năm 406. Một số bộ tộc đã tham gia vào cuộc xâm lược này, bao gồm cả tộc Alan của Goar, một cánh quân Alan khác dưới sự chỉ huy của Respendial, người Vandal chi Asding dưới sự chỉ huy của Godigisel, người Vandal chi Siling, và một vài nhóm Suevi. Nó không phải là nơi mà các nhóm này bắt nguồn từ đây, mặc dù hầu hết các sử gia xác định người Alan với nhóm dân được Gratian đem định cư ở Pannonia vào khoảng năm 380.
Theo lời Gregory, người Frank liên minh với La Mã đã tấn công người Vandal Asding tại Mainz trong lúc họ đang ở giữa chuyến hành trình vượt sông, giết Godigisel, và đang trên bờ vực tàn sát cả bộ tộc. Nhưng vào thời điểm đó, một vị vua Alan khác là Respendial đã đến giải vây người Vandal và đánh tan quân Frank, "dù Goar từng qua lại với người La Mã." Điều mập mờ từ trong tài liệu của Gregory rằng liệu Goar có thực sự gia nhập phe người Frank trong cuộc chiến chống lại kẻ xâm lược của ông; nhưng trong mọi trường hợp, ông vẫn ở lại Gaul trong khi liên quân Vandal, Suevi và Alan của Respendial thì tiếp tục tiến sang Tây Ban Nha.

## Jovinus tiếm vị
Goar xuất đầu lộ diện lần tới là vào năm 411, khi ông và Gundahar, vua người Bourgogne, cùng chung tay tôn phò Nguyên lão nghị viên La Mã gốc Gaul tên là Jovinus lên làm Hoàng đế La Mã ở Mainz (theo như lời mô tả của Olympiodorus thành Thebes). Vào thời điểm đó, một hoàng đế tiếm vị khác, Constantinus III, đang phải chịu cảnh vây khốn ở Arles bởi viên tướng của Honorius, vị hoàng đế tương lai Constantius III. Phe ủng hộ Constantinus ở miền bắc Gaul đã quy thuận Jovinus, góp phần vào thất bại của Constantinus. Jovinus sau đó đã đe dọa Constantius với "đạo quân Bourgogne, Alamanni, Frank, Alan và toàn bộ đội quân của ông" (có lẽ bao gồm cả Goar). Sự kiện tiếm vị của Jovinus bị lùi xuống tận hai năm sau, khi quân Visigoth tiến vào xứ Gaul sau khi họ cướp phá tan tành thành Roma vào năm trước. Vua Visigoth Athaulf, sau một thời gian do dự, đã quyết định đứng về phía chính quyền của Honorius ở Ravenna và đem quân đánh dẹp Jovinus tại Valentia. Phản ứng của quân Alan và Bourgogne cho thất bại này đã không được ghi nhận trong sử sách.

## Vây đánh Bazas
Sau khi đánh bại Jovinus, người Visigoth lại xảy ra xung đột mới với Honorius; mâu thuẫn này lên đến đỉnh điểm với cuộc vây hãm Bazas vào năm 414. Theo lời Paulinus xứ Pella, người có mặt trong trận vây thành lúc đó, quân Visigoth được một nhóm quân Alan trợ giúp (vị vua mà ông mô tả, nhưng không nêu tên). Paulinus, trước đây đã kết thân với vị vua Alan, cố thuyết phục ông cắt đứt quan hệ với người Goth và đứng về phía quân bảo vệ La Mã của thành phố này. Nhà lãnh đạo Alan đã đem vợ con của mình đưa sang phía La Mã làm con tin. Quân Visigoth bèn rút khỏi Bazas và lui về Tây Ban Nha, trong lúc quân Alan được định cư với tư cách là đồng minh của La Mã.
Giới sử học đều bị chia rẽ khi xem liệu vị vua Alan không tên của Paulinus có nên được xác nhận đúng là Goar hay không, hoặc với một số lãnh đạo Alan khác—nếu không được biết—người có thể đã đi cùng quân Visigoth kể từ lúc rời khỏi nước Ý hoặc trước đó. Việc xác định trước đây sẽ ngụ ý rằng Goar đã liên minh với Athaulf sau lần thất bại của quân Goth đối với Jovinus; giả thuyết thứ hai có nghĩa là tính từ thời điểm này, có một nhóm Alan thứ hai khác biệt nằm ở Gaul, ngoài nhóm của Goar.

## Germanus xứ Auxerre
Trong cuốn tiêu sử về Đời Thánh Germanus xứ Auxerre, Constantius thành Lyon đã mô tả cuộc đối đầu giữa Germanus và một vị vua người Alan vào khoảng năm 446. Vị vua này được Aetius ra lệnh dập tắt cuộc khởi nghĩa Bagaudae ở Armorica, nhưng Germanus đã thuyết phục viên tướng này cho dừng tấn công trong khi ông có được sự xác nhận mệnh lệnh của hoàng đế ở Ý. Constantius cho biết tên của vị vua này là "Eochar", nhưng nhiều nhà sử học coi đây là lỗi viết sai thành "Gochar" (vì tên của Goar xuất hiện ở một số nguồn tư liệu theo kiểu này). Các sử gia khác lại phản đối việc nhận dạng này, vì nó có nghĩa là sự nghiệp của Goar trong vai trò thủ lĩnh của người Alan kéo dài hơn bốn mươi năm.
Ngoài ra, bộ biên niên sử Chronica Gallica năm 452 có viết về một lãnh đạo Alan khác, Sambida, được giao đất xung quanh Valentia vào năm 440, several vài năm trước cuộc đối đầu của Germanus với người Alan. Nếu chỉ có một vương quốc Alans được cho là đã tồn tại ở Gaul, điều này có nghĩa là Goar đã được Sambida kế vị từ trước năm 440, và sau đó Sambida thì được Eochar nối ngôi. Mặt khác, nếu như hai vương quốc được giả định, Eochar có thể giống với Goar, người kế vị của Goar, hoặc là người kế vị Sambida.
Chronica Gallica mô tả một khoản ban phát đất đai khác dành cho người Alan của Aetius hai năm sau (442), người La Mã chiếm đất đai đã phản đối khoản tài trợ này và đều bị tống cổ bằng vũ lực. Cả nhà lãnh đạo của người Alan, cũng như vị trí của vùng đất này, đều không được nhắc đến trong Chronica; nhưng nhiều nhà sử học cố gắn kết sự kiện này với Goar.
Dù gì đi nữa, người Alan của Goar thường được nhận dạng phổ biến với nhóm Alan sống ở gần Orléans, đã giúp đẩy lùi cuộc xâm lược của Attila vào năm 451, và lúc đó nằm dưới sự thống lĩnh của Sangiban—chấm dứt triều đại của Goar, nếu việc xác định Eochar được chấp nhận, ở đâu đó từ năm 446 cho đến năm 450.